# عدنان محمد
عدنان محمد (بالدنماركية: Adnan Mohammad)‏ (2 يوليو 1996 بالدنمارك - ) هو لاعب كرة قدم دانمركي في مركز الهجوم. لعب مع نادي نوردشيلاند.

## وصلات خارجية
- عدنان محمد على موقع قاعدة بيانات كرة القدم.إي يو (الإنجليزية)
- عدنان محمد على موقع ناشيونال فوتبول تيمز (الإنجليزية)
- عدنان محمد على موقع Soccerway.com (الإنجليزية)